# بيقية صفراء
البيقية الصفراء ((باللاتينية: Vicia lutea)) أو (بالإنجليزية: Yellow vetch) نوع نباتي يتبع جنس البيقية من الفصيلة البقولية المعروفة بقدرتها على تثبيت النيتروجين الجوي من خلال بكتيريا المستجذرة. تعد البيقية الصفراء من الأعشاب حيث تنمو بريًا في كثير من المناطق و في الحقول الزراعية.

## الوصف النباتي
يتميز هذا النوع بأزهاره الصفراء. النورة عنقودية. الثمرة قرن.